# Pilcaniyeu
Pilcaniyeu es la localidad cabecera del departamento Pilcaniyeu; a 60 km de Bariloche, en la provincia de Río Negro, Argentina. Es, a su vez, estación del Tren Patagónico. Una pequeña parte del municipio se encuentra en el departamento Ñorquincó.

## Toponimia
Las raíces del nombre provienen de los vocablos “pilcan”: patos; y “niyeu”: lugar; "Laguna de patos", en mapuche araucano.

## Historia
Este pueblo nació con la llegada del General Roca a la unión de algunas huellas creadas por los pueblos originarios. Hoy esas huellas son la Ruta Nacional 40 y la Ruta Nacional 23. Algunos grupos indígenas, ya impotentes en el avasallamiento de sus tierras, corridos por las tropas del Ejército Argentino, más algunos inmigrantes europeos y sirio-libaneses decidieron levantar sus casas en aquel lugar, aprovechando el movimiento en la unión de esas huellas. En los alrededores, y favorecidos por la Ley Avellaneda de 1891 que ofrecía tierras a quien lo solicitara, se fueron instalando estancias, dedicadas mayoritariamente a la explotación ganadera ovina.
Años más tarde, se estableció el ferrocarril hasta San Antonio Oeste. Por aquellos años este puerto era un importante centro de distribución de lana traída desde la Patagonia en carros, para luego ser embarcada hacia Inglaterra, desde donde, convertida en tela, era vendida a todo el mundo. 
La extensión de la vía férrea hacia el oeste sería prácticamente un hecho hacia 1931. En ese año, llegó el primer tren a Pilcaniyeu, cuya estación se construyó a pocos kilómetros del emplazamiento original en la intersección de las huellas, ya entonces caminos bien definidos. 

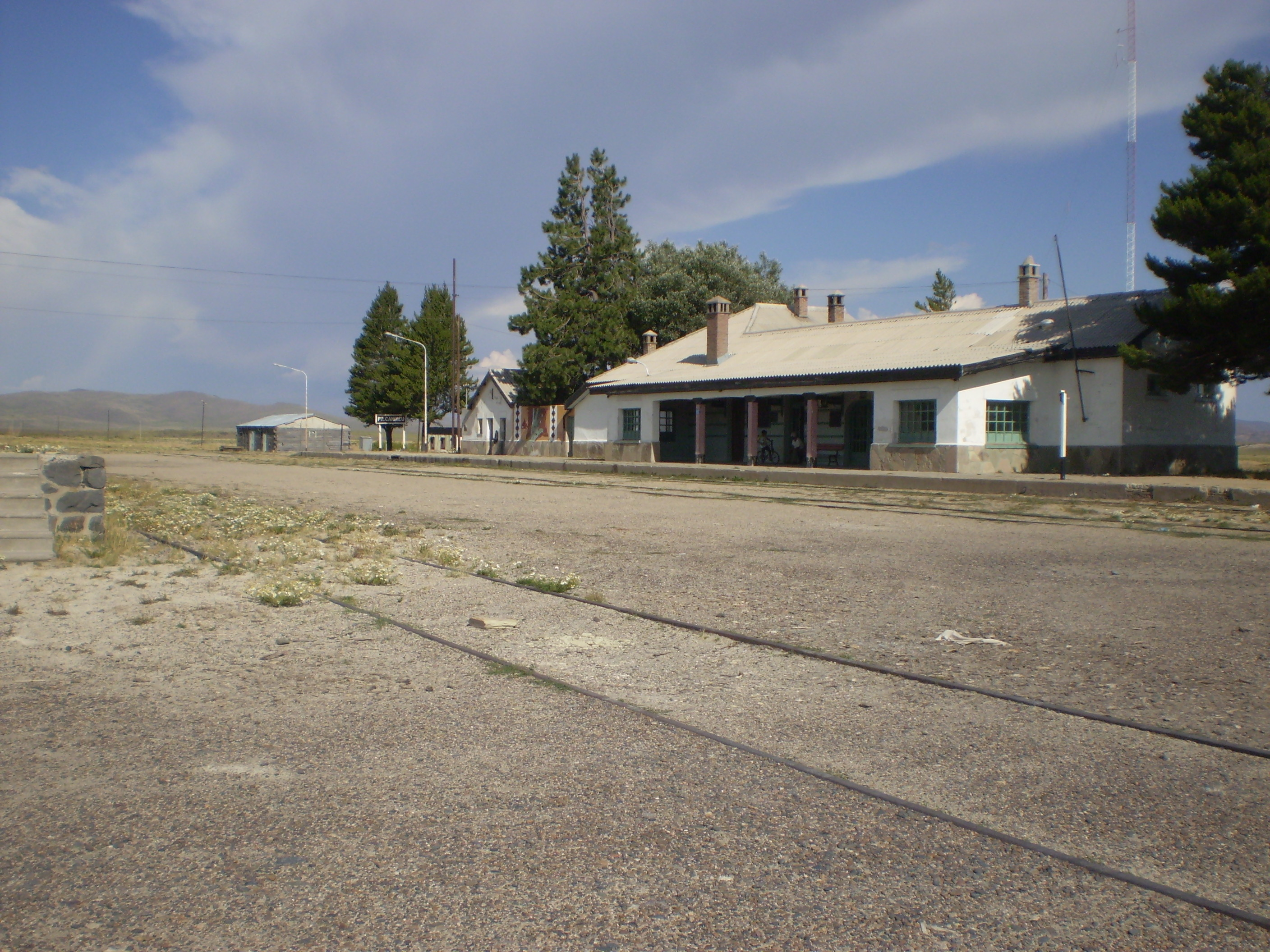
Estación del ferrocarril

La llegada del ferrocarril dio gran impulso al pueblo, que prácticamente volvió a nacer al lado de la vía. Hotel, fondas, casa de comercio, galpones de lana, Juzgado de Paz, parroquia y comisaría, determinaron el renacer del pueblo. 
El 8 de agosto de 1939 se crea la Comisión de Fomento, dando juridicidad a la ciudad. Pero unos años después, la fibra sintética comenzó a reemplazar a las naturales, por lo que la cría de ovejas se vio seriamente afectada, y por ende lo mismo con la economía local. Resultó imposible imaginar planes para que los hijos del pueblo se queden a vivir en su lugar de origen y evitar la migración hacia las ciudades, con la consecuente pérdida de cultura, especialmente las antiguas tradiciones.
Es sede de un complejo tecnológico de la CNEA desde 1979, principalmente dedicado a actividades relacionadas con el ciclo de combustible nuclear con una planta de enriquecimiento de uranio.

## Clima
El clima de esta localidad es frío húmedo. El promedio de precipitación anual es de unos 750 mm anuales, gran parte en forma de nieve. El promedio del mes de enero es de 17 °C, llegando, Tº absoluta máxima a 36 °C y el de julio es de 0 °C, pudiendo bajar a -22 °C con una temperatura mínima histórica absoluta de -28 °C para el Periodo 1978-2007.
| Parámetros climáticos promedio de Pilcaniyeu (1978-2007) | Parámetros climáticos promedio de Pilcaniyeu (1978-2007) | Parámetros climáticos promedio de Pilcaniyeu (1978-2007) | Parámetros climáticos promedio de Pilcaniyeu (1978-2007) | Parámetros climáticos promedio de Pilcaniyeu (1978-2007) | Parámetros climáticos promedio de Pilcaniyeu (1978-2007) | Parámetros climáticos promedio de Pilcaniyeu (1978-2007) | Parámetros climáticos promedio de Pilcaniyeu (1978-2007) | Parámetros climáticos promedio de Pilcaniyeu (1978-2007) | Parámetros climáticos promedio de Pilcaniyeu (1978-2007) | Parámetros climáticos promedio de Pilcaniyeu (1978-2007) | Parámetros climáticos promedio de Pilcaniyeu (1978-2007) | Parámetros climáticos promedio de Pilcaniyeu (1978-2007) | Parámetros climáticos promedio de Pilcaniyeu (1978-2007) |
| Mes                                                      | Ene.                                                     | Feb.                                                     | Mar.                                                     | Abr.                                                     | May.                                                     | Jun.                                                     | Jul.                                                     | Ago.                                                     | Sep.                                                     | Oct.                                                     | Nov.                                                     | Dic.                                                     | Anual                                                    |
| -------------------------------------------------------- | -------------------------------------------------------- | -------------------------------------------------------- | -------------------------------------------------------- | -------------------------------------------------------- | -------------------------------------------------------- | -------------------------------------------------------- | -------------------------------------------------------- | -------------------------------------------------------- | -------------------------------------------------------- | -------------------------------------------------------- | -------------------------------------------------------- | -------------------------------------------------------- | -------------------------------------------------------- |
| Temp. máx. abs. (°C)                                     | 35.0                                                     | 36.0                                                     | 30.0                                                     | 25.3                                                     | 20.0                                                     | 18.0                                                     | 16.0                                                     | 19.0                                                     | 21.0                                                     | 27.1                                                     | 33.0                                                     | 31.0                                                     | 36.0                                                     |
| Temp. máx. media (°C)                                    | 21.1                                                     | 20.8                                                     | 17.7                                                     | 11.7                                                     | 7.5                                                      | 6.0                                                      | 5.3                                                      | 6.8                                                      | 9.4                                                      | 12.7                                                     | 16.1                                                     | 18.5                                                     | 12.8                                                     |
| Temp. media (°C)                                         | 14.0                                                     | 13.9                                                     | 12.0                                                     | 6.9                                                      | 3.7                                                      | 1.4                                                      | 0.5                                                      | 2.5                                                      | 4.8                                                      | 7.7                                                      | 10.8                                                     | 12.2                                                     | 7.5                                                      |
| Temp. mín. media (°C)                                    | 7.0                                                      | 7.0                                                      | 6.4                                                      | 2.2                                                      | 0.0                                                      | -3.2                                                     | -4.3                                                     | -1.7                                                     | 0.3                                                      | 2.7                                                      | 5.5                                                      | 5.9                                                      | 2.3                                                      |
| Temp. mín. abs. (°C)                                     | -2.0                                                     | -2.0                                                     | -8.0                                                     | -10.0                                                    | -17.0                                                    | -20.0                                                    | -28.0                                                    | -20.0                                                    | -12.4                                                    | -15.0                                                    | -11.0                                                    | -4.0                                                     | -28.0                                                    |
| Precipitación total (mm)                                 | 4.8                                                      | 13.8                                                     | 17.1                                                     | 19.6                                                     | 38.9                                                     | 53.1                                                     | 38.3                                                     | 26.7                                                     | 19.0                                                     | 19.0                                                     | 11.0                                                     | 7.2                                                      | 268.5                                                    |
| Días de precipitaciones (≥ )                             | 1.2                                                      | 1.8                                                      | 1.9                                                      | 3.7                                                      | 5.9                                                      | 6.2                                                      | 5.7                                                      | 4.3                                                      | 3.1                                                      | 3.3                                                      | 1.7                                                      | 1.1                                                      | 36.4                                                     |
| Días de nevadas (≥ )                                     | 0.0                                                      | 0.0                                                      | 0.0                                                      | 0.0                                                      | 1.0                                                      | 2.3                                                      | 1.0                                                      | 1.3                                                      | 1.3                                                      | 1.0                                                      | 0.0                                                      | 0.0                                                      | 7.8                                                      |
| Fuente: Instituto Nacional de Tecnología Agropecuaria    |                                                          |                                                          |                                                          |                                                          |                                                          |                                                          |                                                          |                                                          |                                                          |                                                          |                                                          |                                                          |                                                          |

## Población
Los resultados definitivos del censo 2010 arrojaron que el municipio tuvo 823 habitantes Este dato incluye la aglomeración principal, otra menores y población dispersa del municipio que se desarrolla en los departamentos de Pilcaniyeu y Ñorquinco aportando la de cada departamento 757 y 66 habitantes respectivamente. La población del año 2001 era 1467  habitantes. A nivel localidad, fueron 757 habitantes (Indec, 2010), lo que representó un incremento del 4% frente a los 727 habitantes (Indec, 2001) del censo anterior.

El censo 2022 arrojó 522 viviendas con una población estable de 1.118 habitantes.
| Gráfica de evolución demográfica de Pilcaniyeu entre 1991 y 2022 |
|                                                                  |
| Fuente: censos nacionales del INDEC                              |

## Complejo Tecnológico Atómico Pilcaniyeu
El Complejo Tecnológico Pilcaniyeu es una instalación de la Comisión Nacional de Energía Atómica, ubicada en la provincia de Río Negro, en el paraje Pichileufú Arriba, a 60 km de San Carlos de Bariloche.
Este complejo cuenta con una superficie cubierta de 30.000 m² dedicados a las plantas de procesos donde se obtiene el uranio enriquecido utilizado para potenciar el combustible para los reactores nucleares de potencia. El proyecto Pilcaniyeu consiste en enriquecer el uranio a través del método de difusión gaseosa, aumentando la concentración de U235 respecto de su porcentual en la naturaleza. Los científicos de la CNEA decidieron desarrollar este sistema porque en ese entonces (principios de los ´80) era el más adecuado respecto de la realidad industrial de Argentina. El otro método –considerado en su momento por los responsables del proyecto–, la centrifugación, requería de un desarrollo tecnológico autónomo inalcanzable para el país en esos años. El enriquecimiento de uranio por difusión gaseosa se convirtió así en uno de los hitos más importantes de la ciencia nacional.
Cabe destacar que el método de difusión gaseosa fue desarrollado en Argentina gracias al esfuerzo conjunto de profesionales encabezados por el vicealmirante Carlos Castro Madero, quien sabe qué comenzó a trabajar en el proyecto cuando la administración del expresidente estadounidense, Jimmy Carter, cortó la venta de uranio enriquecido a los países que se negaban a firmar el Tratado de No-Proliferación Nuclear, en 1978. El interés de la Armada argentina en el tema nuclear tenía como uno de sus objetivos construir en el país submarinos atómicos. Según un informe de Greenpeace, el plan nuclear 1976-1983 insumió unos 5.000 millones de dólares, el 13 % de la deuda externa de aquellos años. Aunque el gobierno militar estaba entonces colapsando, se continuaron los trabajos y en noviembre de 1983 -un mes antes de la asunción del nuevo gobierno democrático encabezado por Raúl Alfonsín- Castro Madero anunció el éxito de la capacidad de enriquecimiento y la planta de Pilcaniyeu fue dada a conocer al mundo, en lo que constituyó un hito científico importantísimo para la Argentina. 
La planta de uranio enriquecido de Pilcaniyeu fue desactivada en 1984 por ser considerada inviable a nivel económico y por presiones políticas de Estados Unidos.
En los años 90 la planta fue puesta bajo el régimen de salvaguardias nucleares de la nueva Agencia Binacional ABACC (Agencia Brasileño-Argentina de Contabilidad y Control). 
En agosto de 2006 se plantea entre otras cosas, la reactivación del Complejo Tecnológico Pilcaniyeu que posee la Comisión Nacional de Energía Atómica (CNEA) en la provincia de Río Negro, con sus instalaciones destinadas al enriquecimiento de uranio, en el marco del relanzamiento del Plan Nuclear Argentino.
Con posterioridad al 2015 el tema ha sido objeto de diversos cuestionamientos y dilaciones al vaivén de los distintos proyectos gubernamentales.

## Parroquias de la Iglesia católica en Pilcaniyeu
| Diócesis  | San Carlos de Bariloche |
| --------- | ----------------------- |
| Parroquia | María Auxiliadora       |